# Fritz Schumacher

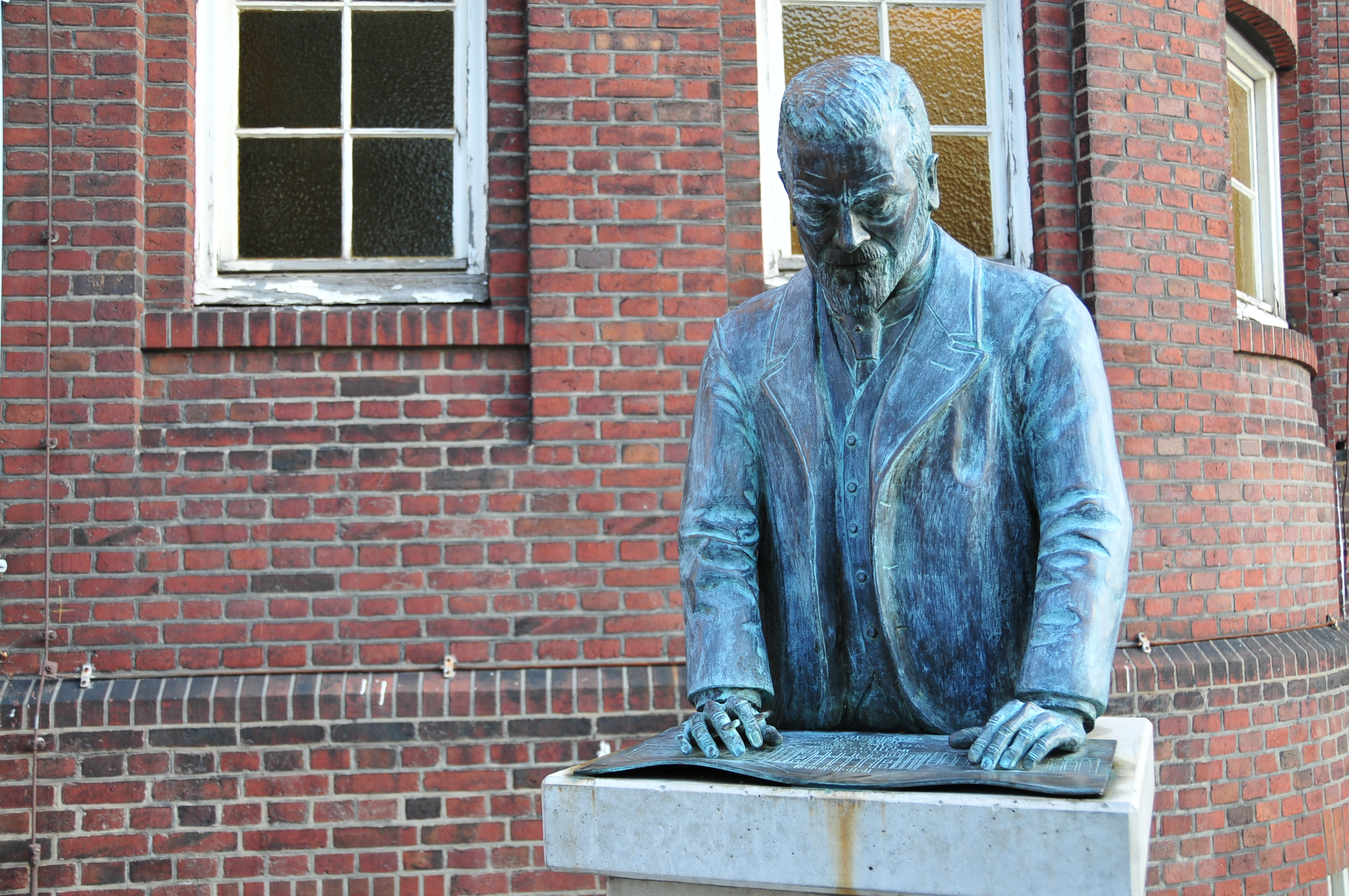
Staty av Schumacher i Hamburg.

Fritz Schumacher (egentligen Friedrich Wilhelm Schumacher), född 4 november 1869 i Bremen, död 5 november 1947 i Hamburg, var en tysk arkitekt, stadsplanerare och högskolelärare. Han var under många år stadsbyggnadsdirektör (Oberbaudirektor) i Hamburg och en grundarna till Deutscher Werkbund. Han var en förespråkare för den moderna tegelarkitekturen i norra Tyskland. 

## Biografi

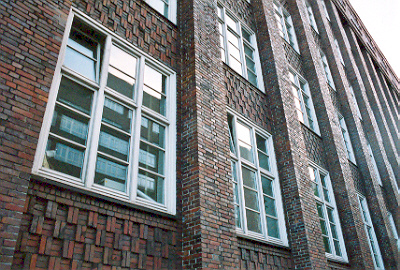
Finanzbehörde am Gänsemarkt i Hamburg.

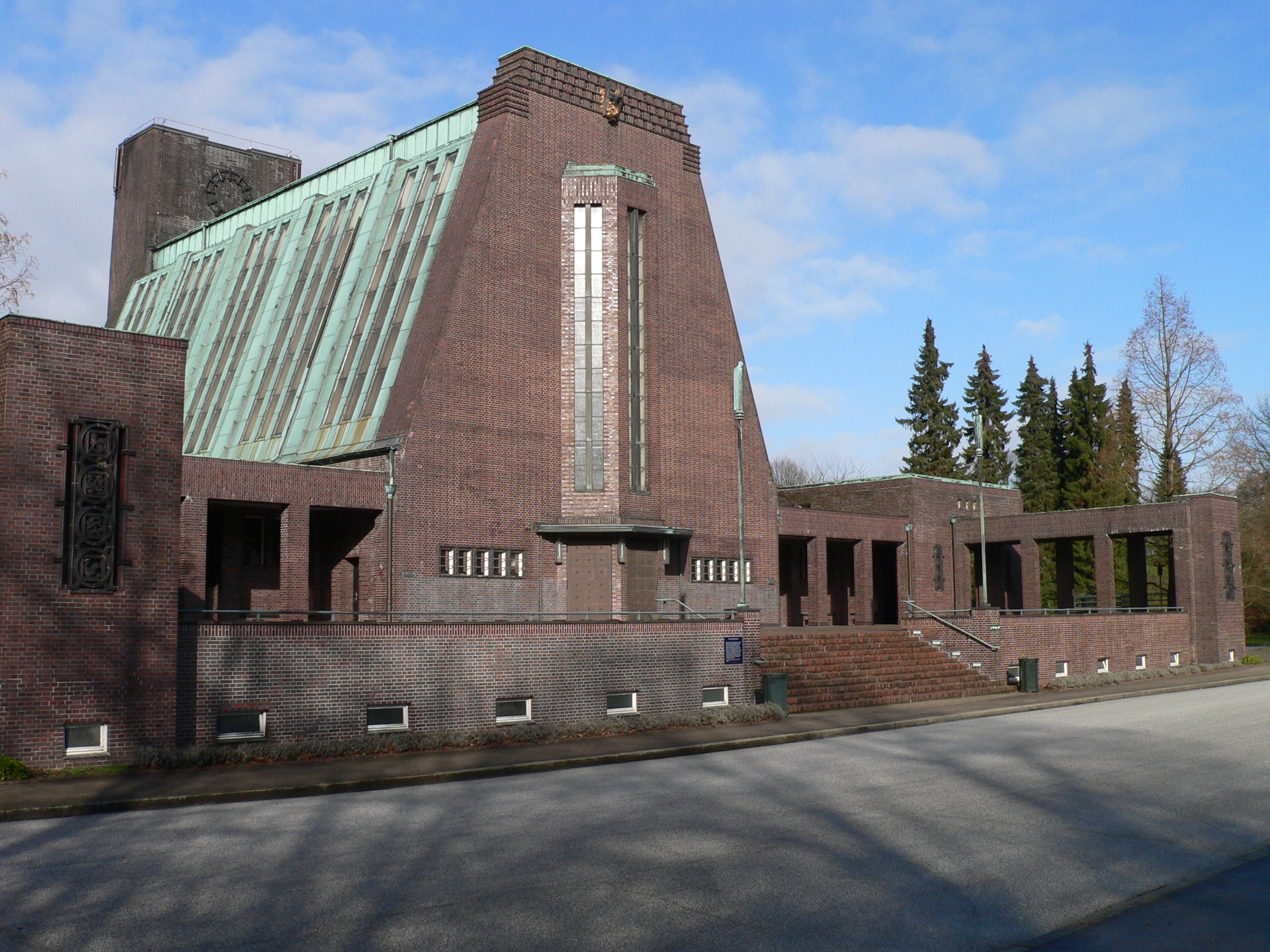
Neues Krematorium på Friedhof Ohlsdorf

Fritz Schumacher var son till juristen och historikern Albert Schumacher och bror till nationalekonomen Hermann Schumacher. Fadern var utsänd som tyskt sändebud i Bogotá och New York. Fritz Schumacher växte upp i Bremen och studerade 1889–1896 på Münchens tekniska högskola. Han studerade matematik och naturkunskap innan han studerade arkitektur under bland andra Friedrich von Thiersch.
Schumacher, som 1901-09 var professor vid Technische Hochschule i Dresden, bedrev före första världskriget en omfattande verksamhet som arkitekt, däribland Kunstgewerbeschule (1910), Stadtpark (1911), Gewerbehaus (1913), de senare i Hamburg, och som författare av arkitekturestetiska och skönlitterära verk.
Schumacher utnämndes 1908 till Baudirektor och chef för byggavdelningen för höga byggnader i Hamburg (Hochbauwesen). I sin arkitektur utgick han från existerande tegelarkitektur. Bland byggnaderna han skapade återfinns Bernhard-Nocht-Institut für Tropenmedizin (1910–1914), Hochschule für bildende Künste am Lerchenfeld (1911–1913), Johanneum (1912–1914), Fritz-Schumacher-Haus (byggnad N 30) och Museum für Hamburgische Geschichte (1914–1923). Under första världskriget började han studera stadsplanering och blev efter krigsslutet en expert på detta område. 
Efter att ha vunnit en tävling tog han tjänstledigt från sin tjänst i Hamburg och var 1920–1923 delaktig i Kölns stadsutveckling. Då Köln 1919 stod inför en utvidgning efter att stadens befästning rivits till följd av Versaillesfreden. Han genomförde tillsammans med Wilhelm Arntz en stadsplan, som låg till grund för Kölns utveckling och var en av dåtidens mest betydande stadsplaner. Vid sin återkomst till Hamburg utsågs han till stadsbyggnadsdirektör (Oberbaudirektor), en post han hade fram till 1933 då han sparkades av nazisterna. Han ägnade sig åt Hamburgs stadsplan, men var samtidigt arkitekt för en rad större byggnadsverk i staden, särskilt offentliga byggnader. Han ritade bland annat Finanzbehörde am Gänsemarkt, Grundbuchhalle (1927–1930), Neues Krematorium på Friedhof Ohlsdorf (1930–1932) och Davidwache.